# Błażejewo (osada leśna w powiecie poznańskim)
Błażejewo – osada leśna w Polsce położona w województwie wielkopolskim, w powiecie poznańskim, w gminie Kórnik.